# Ixchela viquezi
Espèce
Ixchela viquezi est une espèce d'araignées aranéomorphes de la famille des Pholcidae.

## Distribution
Cette espèce est endémique du département de Francisco Morazán au Honduras,.

## Description
Le mâle holotype mesure 5,30 mm et la femelle 5,0 mm.

## Étymologie
Cette espèce est nommée en l'honneur de Carlos Víquez.

## Publication originale
- Valdez-Mondragón, 2013 : Taxonomic revision of the spider genus Ixchela Huber, 2000 (Araneae: Pholcidae), with description of ten new species from Mexico and Central America. Zootaxa, no 3608 (5), p. 285-327.